# El tres-quarts desaparegut
El tres-quarts desaparegut (anglès: The Adventure of the Missing Three-Quarter), un dels 56 contes de Sherlock Holmes escrits per Sir Arthur Conan Doyle, és un dels 13 contes del cicle recollits a El retorn de Sherlock Holmes (1905). Va ser publicat originalment a The Strand Magazine al Regne Unit l'agost de 1904, i també es va publicar a Collier's als Estats Units el 26 de novembre de 1904.

## Trama

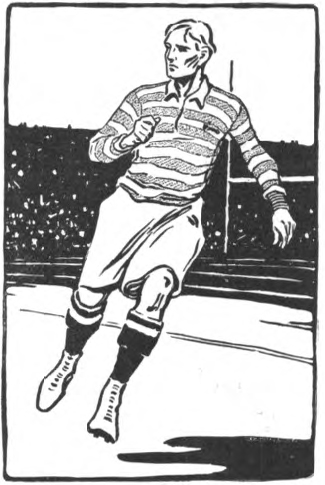
La il·lustració del tres quarts desaparegut de 1904 de Frederic Dorr Steele a Collier's

El Sr. Cyril Overton del Trinity College, Cambridge, arriba a Sherlock Holmes buscant la seva ajuda en la desaparició de Godfrey Staunton. Staunton és el jugador estrella de l'equip de rugbi d'Overton (que juga a la posició de tres quarts, d'aquí el títol de la història) i probablement perdran un partit important l'endemà contra Oxford si no es troba a Staunton. Holmes ha d'admetre que l'esport amateur està fora del seu camp, però mostra la mateixa cura que ha mostrat amb els seus altres casos.
Staunton havia semblat una mica pàl·lid i s'havia molestat a principis del dia. Més tard al vespre, segons un porter de l'hotel, un home barbut i d'aspecte aspre va venir a l'hotel amb una nota per a Staunton; a jutjar per la reacció del jove, la nota contenia una notícia força devastadora. De seguida va sortir de l'hotel amb el desconegut barbut; els dos van ser vists per última vegada corrent en direcció al Strand cap a dos quarts de deu. Des d'aleshores ningú els ha vist.

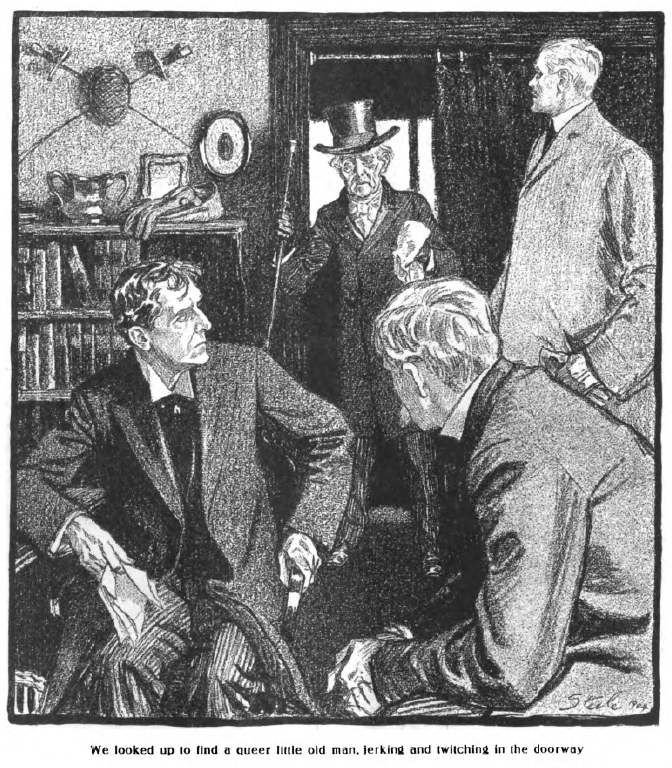
Holmes i Watson (primer pla), i Lord Mount-James i Overton (fons), il·lustració de 1904 de Frederic Dorr Steele

Overton ha telegrafiat a Cambridge, però Staunton no ha estat vist allà. També ha connectat a Lord Mount-James, l'oncle molt ric de Staunton i parent viu més proper, però no ha escoltat cap resposta. Staunton és l'hereu de Lord Mount-James, de gairebé vuitanta anys, però, mentrestant, ha de viure en una relativa pobresa a causa del comportament avar del seu oncle.
Holmes pregunta encara més al porter. L'home barbut que va portar el bitllet no era ni un cavaller ni un treballador, i semblava que també li molestava alguna cosa, perquè li tremolava la mà mentre lliurava el bitllet a Staunton. L'única paraula que el porter va sentir de la seva breu conversa va ser "temps". Més aviat al vespre, a les sis, el porter li havia portat un telegrama a Staunton i va veure que Staunton escrivia una resposta. Staunton va dir al porter que l'enviaria ell mateix. Holmes mira els formularis del telègraf a l'habitació d'en Staunton, i després el secant, finalment troba una pista. La impressió a la secant produeix una part del missatge que Staunton va enviar: "Estigui al nostre costat per l'amor de Déu". Evidentment, almenys una altra persona està implicada ("nosaltres"), i hi ha algun tipus de perill.
Lord Mount-James visita breument, però no pot donar a Holmes cap informació útil sobre el parador del seu nebot. El vell avar sembla totalment horroritzat davant la possibilitat que es tracti d'un segrest l'objectiu del qual seria extorsionar la seva riquesa. Holmes i Watson van després a l'oficina de telègrafs, on Holmes fa servir una estranya per aconseguir que la dona hi mostri el contrapunt del missatge que va enviar Staunton. Va adreçat a la doctora Leslie Armstrong, acadèmica de medicina de Cambridge.

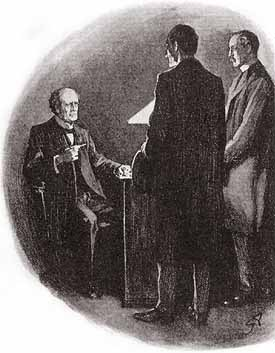
El Dr. Armstrong rep la visita d'Holmes, il·lustració de 1904 de Sidney Paget

Holmes i Watson van a veure Armstrong, qui els diu que Staunton és un amic íntim seu. No reacciona quan li diuen que Staunton ha desaparegut, i afirma no saber on és i no haver-lo vist recentment. No obstant això, quan Holmes produeix un dels papers de Staunton enviats per Armstrong, Armstrong es nega furiós a respondre més preguntes, nega que tingués el telegrama de Staunton i fa sortir al seu majordom a Holmes i Watson. Holmes dedueix que Armstrong ha de saber on és Staunton i s'allotja en una posada a l'altra banda del carrer de l'oficina d'Armstrong per vigilar.
Holmes s'assabenta que Armstrong, tot i queactualment no practica la medicina, va regularment amb el seu brougham cap al país en algun lloc. El viatge d'anada i tornada sembla que dura unes tres hores. Holmes intenta seguir el brougham en una de les seves sortides, però el Dr. Armstrong el frustra, que deixa ben clar que és conscient que Holmes el segueix. L'endemà, les consultes d'Holmes a tots els pobles locals resulten en res; ningú no ha vist passar el brougham del metge.
El misteri és per fi desbloquejat per Pompeu, un beagle-foxhound. Després que Holmes ruixés en secret oli d'anís a les rodes de la brougham del metge, Pompeu el rastreja fins a una casa de camp al camp. El que Holmes hi troba no és agradable. Staunton és allà, però està de dol per la seva jove dona, que acaba de morir de tuberculosi. La seva existència es va mantenir en secret, perquè Lord Mount-James no hauria aprovat el matrimoni i hauria rebutjat el seu nebot. Armstrong li havia explicat el seu estat al pare de la dona, i ell, el desconegut barbut, ho havia dit imprudentment a Staunton, que es va sentir obligat a marxar de seguida.
Holmes li diu a Armstrong que mentre no hi hagi jocs bruts, els assumptes privats no són cosa seva. Ell i Watson marxen, deixant a Staunton al seu dolor.

## Història de la publicació
"The Adventure of the Missing Three-Quarter" es va publicar al Regne Unit a The Strand Magazine l'agost de 1904, i als Estats Units a Collier's el 26 de novembre de 1904. La història es va publicar amb set il·lustracions de Sidney Paget al Strand, i amb set il·lustracions de Frederic Dorr Steele a Collier's. Va ser inclòs a la col·lecció de contes The Return of Sherlock Holmes, que es va publicar als Estats Units el febrer de 1905 i al Regne Unit el març de 1905.

## Adaptacions

### Cinema
Un curtmetratge mut adaptat de la història es va estrenar el 1923 com a part de la sèrie de pel·lícules Stoll protagonitzada per Eille Norwood com Sherlock Holmes i Hubert Willis com el Dr Watson.

### Ràdio
Una adaptació radiofònica es va emetre com a episodi de la sèrie de ràdio nord-americana The Adventures of Sherlock Holmes. L'episodi va ser adaptat per Edith Meiser i es va emetre el 8 de juny de 1931, amb Richard Gordon com Sherlock Holmes i Leigh Lovell com el Dr. Watson. Una altra producció de la mateixa sèrie basada en la història es va emetre el 1932.
Meiser també va adaptar la història com a episodi de la sèrie de ràdio nord-americana The New Adventures of Sherlock Holmes, amb Basil Rathbone com a Holmes i Nigel Bruce com a Watson, que es va emetre el 29 de desembre de 1940.
"The Missing Three-Quarter" va ser adaptat per Felix Felton com a producció de ràdio de 1955 per a la BBC Home Service, com a part de la sèrie de ràdio 1952–1969 protagonitzada per Carleton Hobbs com Holmes i Norman Shelley com Watson, amb Felton com Lord Mount-James i Ronald Simpson com el doctor Leslie Armstrong. Hobbs i Shelley també van interpretar a Holmes i Watson respectivament en una adaptació de la història que es va emetre al BBC Light Programme el 1962, que va ser adaptada per Michael Hardwick.
El 1993 va ser dramatitzat per a la BBC Radio 4 per Roger Danes com a part de la sèrie de ràdio 1989–1998 protagonitzada per Clive Merrison com Holmes i Michael Williams com Watson, amb Peter Jeffrey com el Dr Armstrong i  Peter Howell com Lord Mount-James.
La història va ser adaptada com a episodi del 2013 de The Classic Adventures of Sherlock Holmes, una sèrie del programa de ràdio nord-americà Imagination Theatre, protagonitzada per John Patrick Lowrie com Holmes i Lawrence Albert com Watson.